# Рохлева
Рохлева е село в Южна България. То се намира в община Велинград, област Пазарджик.

## География
Село Рохлева се намира в планински район на 26 км югозападно от Велинград. Село е от 26 декември 1978 г., когато се образува от Рохлева, Боровинова, Пашалиева, Юрукова (от с. Цветино) и колиби Гегови.

## История
След Руско-турската война и Съединението на България населението на Бабешките колиби намалява. През 1887 година Христо Попконстантинов обнародва статистика за броя на домакинствата в Бабешките колиби, в която съставните на Рохлева махали - Рахльови колиби и Юрукови колиби са посочени като селища със съответно 25 и 16 помашки семейства.